# Unicodeblock Kyrillisch
Der Unicodeblock Kyrillisch (Cyrillic, 0400 bis 04FF) enthält alle zur Schreibung der meisten kyrillisch geschriebenen Sprachen notwendigen Zeichen. Neben den lebenden slawischen Sprachen Russisch, Ukrainisch, Belarussisch, Russinisch, Serbisch, Mazedonisch und Bulgarisch sind dies auch die meisten nichtslawischen Sprachen im nördlichen Kaukasus und Zentralasien (unter anderem Aserbaidschanisch, Baschkirisch, Kasachisch, Kirgisisch, Mongolisch, Tadschikisch, Tatarisch und Turkmenisch) sowie das Alt- und Neukirchenslawische (wobei hierfür die in lebenden Sprachen noch vorhandenen Buchstaben mitgenutzt werden, so dass eine Schriftart-Unterscheidung z. B. zwischen Kirchenslawisch und Russisch innerhalb des Unicode nicht möglich ist). Die Sortierung der russischen und osteuropäischen Buchstaben basiert auf ISO 8859-5.
Für Komi sowie Chantisch, Tschuktschisch und die von nur noch wenigen Sprechern gesprochenen Sprachen Itelmenisch und Enzisch wurden zusätzliche Zeichen im anschließenden Unicode-Block Kyrillisch, Ergänzung (0500–052F) untergebracht. Weitere besondere Zeichen für die Wiedergabe alter kyrillischer Handschriften und Drucke befinden sich in den in Unicode-Version 5.1 eingeführten Blöcken Kyrillisch, erweitert-A (2DE0–2DFF) und Kyrillisch, erweitert-B (A640–A69F).
Der Block teilt sich in mehrere logische Abschnitte:
- U+0400 bis U+040F: Großbuchstaben für slawische Sprachen
- U+0410 bis U+044F: Russisches Basisalphabet
- U+0450 bis U+045F: Kleinbuchstaben für slawische Sprachen
- U+0460 bis U+0481: Historische Buchstaben
- U+0482 bis U+0489: Historische Diakritika und Zahlzeichen
- U+048A bis U+04F9: Erweitertes Kyrillisch für nichtslawische Sprachen
- U+04FA bis U+04FF: Erweiterungen für die Niwchische Sprache

## Tabelle des Unicodeblocks
| Unicodenummer | Zeichen (400 %) | Kategorie                   | Bidirektionale Klasse       | Offizielle Bezeichnung                                   | Beschreibung                                                    |
| ------------- | --------------- | --------------------------- | --------------------------- | -------------------------------------------------------- | --------------------------------------------------------------- |
| U+0400 (1024) | Ѐ               | Großbuchstabe               | links nach rechts           | CYRILLIC CAPITAL LETTER IE WITH GRAVE                    | Kyrillischer Großbuchstabe Je (E) mit Gravis                    |
| U+0401 (1025) | Ё               | Großbuchstabe               | links nach rechts           | CYRILLIC CAPITAL LETTER IO                               | Kyrillischer Großbuchstabe Jo                                   |
| U+0402 (1026) | Ђ               | Großbuchstabe               | links nach rechts           | CYRILLIC CAPITAL LETTER DJE                              | Kyrillischer Großbuchstabe Dje                                  |
| U+0403 (1027) | Ѓ               | Großbuchstabe               | links nach rechts           | CYRILLIC CAPITAL LETTER GJE                              | Kyrillischer Großbuchstabe Gje                                  |
| U+0404 (1028) | Є               | Großbuchstabe               | links nach rechts           | CYRILLIC CAPITAL LETTER UKRAINIAN IE                     | Kyrillischer Großbuchstabe ukrainisches Je                      |
| U+0405 (1029) | Ѕ               | Großbuchstabe               | links nach rechts           | CYRILLIC CAPITAL LETTER DZE                              | Kyrillischer Großbuchstabe Dze                                  |
| U+0406 (1030) | І               | Großbuchstabe               | links nach rechts           | CYRILLIC CAPITAL LETTER BYELORUSSIAN-UKRAINIAN I         | Kyrillischer Großbuchstabe ukrainisch-belarussisches I          |
| U+0407 (1031) | Ї               | Großbuchstabe               | links nach rechts           | CYRILLIC CAPITAL LETTER YI                               | Kyrillischer Großbuchstabe Ji                                   |
| U+0408 (1032) | Ј               | Großbuchstabe               | links nach rechts           | CYRILLIC CAPITAL LETTER JE                               | Kyrillischer Großbuchstabe lateinisches J                       |
| U+0409 (1033) | Љ               | Großbuchstabe               | links nach rechts           | CYRILLIC CAPITAL LETTER LJE                              | Kyrillischer Großbuchstabe Lje                                  |
| U+040A (1034) | Њ               | Großbuchstabe               | links nach rechts           | CYRILLIC CAPITAL LETTER NJE                              | Kyrillischer Großbuchstabe Nje                                  |
| U+040B (1035) | Ћ               | Großbuchstabe               | links nach rechts           | CYRILLIC CAPITAL LETTER TSHE                             | Kyrillischer Großbuchstabe Tje                                  |
| U+040C (1036) | Ќ               | Großbuchstabe               | links nach rechts           | CYRILLIC CAPITAL LETTER KJE                              | Kyrillischer Großbuchstabe Kje                                  |
| U+040D (1037) | Ѝ               | Großbuchstabe               | links nach rechts           | CYRILLIC CAPITAL LETTER I WITH GRAVE                     | Kyrillischer Großbuchstabe I mit Gravis                         |
| U+040E (1038) | Ў               | Großbuchstabe               | links nach rechts           | CYRILLIC CAPITAL LETTER SHORT U                          | Kyrillischer Großbuchstabe kurzes U                             |
| U+040F (1039) | Џ               | Großbuchstabe               | links nach rechts           | CYRILLIC CAPITAL LETTER DZHE                             | Kyrillischer Großbuchstabe Dsche (Dž)                           |
| U+0410 (1040) | А               | Großbuchstabe               | links nach rechts           | CYRILLIC CAPITAL LETTER A                                | Kyrillischer Großbuchstabe A                                    |
| U+0411 (1041) | Б               | Großbuchstabe               | links nach rechts           | CYRILLIC CAPITAL LETTER BE                               | Kyrillischer Großbuchstabe Be (B)                               |
| U+0412 (1042) | В               | Großbuchstabe               | links nach rechts           | CYRILLIC CAPITAL LETTER VE                               | Kyrillischer Großbuchstabe We (V)                               |
| U+0413 (1043) | Г               | Großbuchstabe               | links nach rechts           | CYRILLIC CAPITAL LETTER GHE                              | Kyrillischer Großbuchstabe Ge (G)                               |
| U+0414 (1044) | Д               | Großbuchstabe               | links nach rechts           | CYRILLIC CAPITAL LETTER DE                               | Kyrillischer Großbuchstabe De (D)                               |
| U+0415 (1045) | Е               | Großbuchstabe               | links nach rechts           | CYRILLIC CAPITAL LETTER IE                               | Kyrillischer Großbuchstabe Je (E)                               |
| U+0416 (1046) | Ж               | Großbuchstabe               | links nach rechts           | CYRILLIC CAPITAL LETTER ZHE                              | Kyrillischer Großbuchstabe Sche (Ž)                             |
| U+0417 (1047) | З               | Großbuchstabe               | links nach rechts           | CYRILLIC CAPITAL LETTER ZE                               | Kyrillischer Großbuchstabe Se (Z)                               |
| U+0418 (1048) | И               | Großbuchstabe               | links nach rechts           | CYRILLIC CAPITAL LETTER I                                | Kyrillischer Großbuchstabe I                                    |
| U+0419 (1049) | Й               | Großbuchstabe               | links nach rechts           | CYRILLIC CAPITAL LETTER SHORT I                          | Kyrillischer Großbuchstabe kurzes I (J)                         |
| U+041A (1050) | К               | Großbuchstabe               | links nach rechts           | CYRILLIC CAPITAL LETTER KA                               | Kyrillischer Großbuchstabe Ka (K)                               |
| U+041B (1051) | Л               | Großbuchstabe               | links nach rechts           | CYRILLIC CAPITAL LETTER EL                               | Kyrillischer Großbuchstabe El (L)                               |
| U+041C (1052) | М               | Großbuchstabe               | links nach rechts           | CYRILLIC CAPITAL LETTER EM                               | Kyrillischer Großbuchstabe Em (M)                               |
| U+041D (1053) | Н               | Großbuchstabe               | links nach rechts           | CYRILLIC CAPITAL LETTER EN                               | Kyrillischer Großbuchstabe En (N)                               |
| U+041E (1054) | О               | Großbuchstabe               | links nach rechts           | CYRILLIC CAPITAL LETTER O                                | Kyrillischer Großbuchstabe O                                    |
| U+041F (1055) | П               | Großbuchstabe               | links nach rechts           | CYRILLIC CAPITAL LETTER PE                               | Kyrillischer Großbuchstabe Pe (P)                               |
| U+0420 (1056) | Р               | Großbuchstabe               | links nach rechts           | CYRILLIC CAPITAL LETTER ER                               | Kyrillischer Großbuchstabe Er (R)                               |
| U+0421 (1057) | С               | Großbuchstabe               | links nach rechts           | CYRILLIC CAPITAL LETTER ES                               | Kyrillischer Großbuchstabe Es (S)                               |
| U+0422 (1058) | Т               | Großbuchstabe               | links nach rechts           | CYRILLIC CAPITAL LETTER TE                               | Kyrillischer Großbuchstabe Te (T)                               |
| U+0423 (1059) | У               | Großbuchstabe               | links nach rechts           | CYRILLIC CAPITAL LETTER U                                | Kyrillischer Großbuchstabe U                                    |
| U+0424 (1060) | Ф               | Großbuchstabe               | links nach rechts           | CYRILLIC CAPITAL LETTER EF                               | Kyrillischer Großbuchstabe Ef (F)                               |
| U+0425 (1061) | Х               | Großbuchstabe               | links nach rechts           | CYRILLIC CAPITAL LETTER HA                               | Kyrillischer Großbuchstabe Cha (H)                              |
| U+0426 (1062) | Ц               | Großbuchstabe               | links nach rechts           | CYRILLIC CAPITAL LETTER TSE                              | Kyrillischer Großbuchstabe Ze (C)                               |
| U+0427 (1063) | Ч               | Großbuchstabe               | links nach rechts           | CYRILLIC CAPITAL LETTER CHE                              | Kyrillischer Großbuchstabe Tsche (C)                            |
| U+0428 (1064) | Ш               | Großbuchstabe               | links nach rechts           | CYRILLIC CAPITAL LETTER SHA                              | Kyrillischer Großbuchstabe Scha (Š)                             |
| U+0429 (1065) | Щ               | Großbuchstabe               | links nach rechts           | CYRILLIC CAPITAL LETTER SHCHA                            | Kyrillischer Großbuchstabe Schtscha (Šc)                        |
| U+042A (1066) | Ъ               | Großbuchstabe               | links nach rechts           | CYRILLIC CAPITAL LETTER HARD SIGN                        | Kyrillischer Großbuchstabe hartes Zeichen                       |
| U+042B (1067) | Ы               | Großbuchstabe               | links nach rechts           | CYRILLIC CAPITAL LETTER YERU                             | Kyrillischer Großbuchstabe Jery                                 |
| U+042C (1068) | Ь               | Großbuchstabe               | links nach rechts           | CYRILLIC CAPITAL LETTER SOFT SIGN                        | Kyrillischer Großbuchstabe weiches Zeichen                      |
| U+042D (1069) | Э               | Großbuchstabe               | links nach rechts           | CYRILLIC CAPITAL LETTER E                                | Kyrillischer Großbuchstabe E (E)                                |
| U+042E (1070) | Ю               | Großbuchstabe               | links nach rechts           | CYRILLIC CAPITAL LETTER YU                               | Kyrillischer Großbuchstabe Ju                                   |
| U+042F (1071) | Я               | Großbuchstabe               | links nach rechts           | CYRILLIC CAPITAL LETTER YA                               | Kyrillischer Großbuchstabe Ja                                   |
| U+0430 (1072) | а               | Kleinbuchstabe              | links nach rechts           | CYRILLIC SMALL LETTER A                                  | Kyrillischer Kleinbuchstabe A (a)                               |
| U+0431 (1073) | б               | Kleinbuchstabe              | links nach rechts           | CYRILLIC SMALL LETTER BE                                 | Kyrillischer Kleinbuchstabe Be (b)                              |
| U+0432 (1074) | в               | Kleinbuchstabe              | links nach rechts           | CYRILLIC SMALL LETTER VE                                 | Kyrillischer Kleinbuchstabe We (v)                              |
| U+0433 (1075) | г               | Kleinbuchstabe              | links nach rechts           | CYRILLIC SMALL LETTER GHE                                | Kyrillischer Kleinbuchstabe Ge (g)                              |
| U+0434 (1076) | д               | Kleinbuchstabe              | links nach rechts           | CYRILLIC SMALL LETTER DE                                 | Kyrillischer Kleinbuchstabe De (d)                              |
| U+0435 (1077) | е               | Kleinbuchstabe              | links nach rechts           | CYRILLIC SMALL LETTER IE                                 | Kyrillischer Kleinbuchstabe Je (e)                              |
| U+0436 (1078) | ж               | Kleinbuchstabe              | links nach rechts           | CYRILLIC SMALL LETTER ZHE                                | Kyrillischer Kleinbuchstabe Sche (ž)                            |
| U+0437 (1079) | з               | Kleinbuchstabe              | links nach rechts           | CYRILLIC SMALL LETTER ZE                                 | Kyrillischer Kleinbuchstabe Se (z)                              |
| U+0438 (1080) | и               | Kleinbuchstabe              | links nach rechts           | CYRILLIC SMALL LETTER I                                  | Kyrillischer Kleinbuchstabe I (i)                               |
| U+0439 (1081) | й               | Kleinbuchstabe              | links nach rechts           | CYRILLIC SMALL LETTER SHORT I                            | Kyrillischer Kleinbuchstabe Kurzes I (j)                        |
| U+043A (1082) | к               | Kleinbuchstabe              | links nach rechts           | CYRILLIC SMALL LETTER KA                                 | Kyrillischer Kleinbuchstabe Ka (k)                              |
| U+043B (1083) | л               | Kleinbuchstabe              | links nach rechts           | CYRILLIC SMALL LETTER EL                                 | Kyrillischer Kleinbuchstabe El (l)                              |
| U+043C (1084) | м               | Kleinbuchstabe              | links nach rechts           | CYRILLIC SMALL LETTER EM                                 | Kyrillischer Kleinbuchstabe Em (m)                              |
| U+043D (1085) | н               | Kleinbuchstabe              | links nach rechts           | CYRILLIC SMALL LETTER EN                                 | Kyrillischer Kleinbuchstabe En (n)                              |
| U+043E (1086) | о               | Kleinbuchstabe              | links nach rechts           | CYRILLIC SMALL LETTER O                                  | Kyrillischer Kleinbuchstabe O (o)                               |
| U+043F (1087) | п               | Kleinbuchstabe              | links nach rechts           | CYRILLIC SMALL LETTER PE                                 | Kyrillischer Kleinbuchstabe Pe (p)                              |
| U+0440 (1088) | р               | Kleinbuchstabe              | links nach rechts           | CYRILLIC SMALL LETTER ER                                 | Kyrillischer Kleinbuchstabe Er (r)                              |
| U+0441 (1089) | с               | Kleinbuchstabe              | links nach rechts           | CYRILLIC SMALL LETTER ES                                 | Kyrillischer Kleinbuchstabe Es (s)                              |
| U+0442 (1090) | т               | Kleinbuchstabe              | links nach rechts           | CYRILLIC SMALL LETTER TE                                 | Kyrillischer Kleinbuchstabe Te (t)                              |
| U+0443 (1091) | у               | Kleinbuchstabe              | links nach rechts           | CYRILLIC SMALL LETTER U                                  | Kyrillischer Kleinbuchstabe U (u)                               |
| U+0444 (1092) | ф               | Kleinbuchstabe              | links nach rechts           | CYRILLIC SMALL LETTER EF                                 | Kyrillischer Kleinbuchstabe Ef (f)                              |
| U+0445 (1093) | х               | Kleinbuchstabe              | links nach rechts           | CYRILLIC SMALL LETTER HA                                 | Kyrillischer Kleinbuchstabe Cha (h)                             |
| U+0446 (1094) | ц               | Kleinbuchstabe              | links nach rechts           | CYRILLIC SMALL LETTER TSE                                | Kyrillischer Kleinbuchstabe Ze (c)                              |
| U+0447 (1095) | ч               | Kleinbuchstabe              | links nach rechts           | CYRILLIC SMALL LETTER CHE                                | Kyrillischer Kleinbuchstabe Tsche (c)                           |
| U+0448 (1096) | ш               | Kleinbuchstabe              | links nach rechts           | CYRILLIC SMALL LETTER SHA                                | Kyrillischer Kleinbuchstabe Scha (š)                            |
| U+0449 (1097) | щ               | Kleinbuchstabe              | links nach rechts           | CYRILLIC SMALL LETTER SHCHA                              | Kyrillischer Kleinbuchstabe Schtscha (šc)                       |
| U+044A (1098) | ъ               | Kleinbuchstabe              | links nach rechts           | CYRILLIC SMALL LETTER HARD SIGN                          | Kyrillischer Kleinbuchstabe hartes Zeichen                      |
| U+044B (1099) | ы               | Kleinbuchstabe              | links nach rechts           | CYRILLIC SMALL LETTER YERU                               | Kyrillischer Kleinbuchstabe Jery                                |
| U+044C (1100) | ь               | Kleinbuchstabe              | links nach rechts           | CYRILLIC SMALL LETTER SOFT SIGN                          | Kyrillischer Kleinbuchstabe weiches Zeichen                     |
| U+044D (1101) | э               | Kleinbuchstabe              | links nach rechts           | CYRILLIC SMALL LETTER E                                  | Kyrillischer Kleinbuchstabe E (e)                               |
| U+044E (1102) | ю               | Kleinbuchstabe              | links nach rechts           | CYRILLIC SMALL LETTER YU                                 | Kyrillischer Kleinbuchstabe Ju (ju)                             |
| U+044F (1103) | я               | Kleinbuchstabe              | links nach rechts           | CYRILLIC SMALL LETTER YA                                 | Kyrillischer Kleinbuchstabe Ja (ja)                             |
| U+0450 (1104) | ѐ               | Kleinbuchstabe              | links nach rechts           | CYRILLIC SMALL LETTER IE WITH GRAVE                      | Kyrillischer Kleinbuchstabe Je (e) mit Gravis                   |
| U+0451 (1105) | ё               | Kleinbuchstabe              | links nach rechts           | CYRILLIC SMALL LETTER IO                                 | Kyrillischer Kleinbuchstabe Jo                                  |
| U+0452 (1106) | ђ               | Kleinbuchstabe              | links nach rechts           | CYRILLIC SMALL LETTER DJE                                | Kyrillischer Kleinbuchstabe Dje                                 |
| U+0453 (1107) | ѓ               | Kleinbuchstabe              | links nach rechts           | CYRILLIC SMALL LETTER GJE                                | Kyrillischer Kleinbuchstabe Gje                                 |
| U+0454 (1108) | є               | Kleinbuchstabe              | links nach rechts           | CYRILLIC SMALL LETTER UKRAINIAN IE                       | Kyrillischer Kleinbuchstabe ukrainisches Je                     |
| U+0455 (1109) | ѕ               | Kleinbuchstabe              | links nach rechts           | CYRILLIC SMALL LETTER DZE                                | Kyrillischer Kleinbuchstabe Dze                                 |
| U+0456 (1110) | і               | Kleinbuchstabe              | links nach rechts           | CYRILLIC SMALL LETTER BYELORUSSIAN-UKRAINIAN I           | Kyrillischer Kleinbuchstabe ukrainisch-belarussisches I         |
| U+0457 (1111) | ї               | Kleinbuchstabe              | links nach rechts           | CYRILLIC SMALL LETTER YI                                 | Kyrillischer Kleinbuchstabe Ji                                  |
| U+0458 (1112) | ј               | Kleinbuchstabe              | links nach rechts           | CYRILLIC SMALL LETTER JE                                 | Kyrillischer Kleinbuchstabe lateinisches J                      |
| U+0459 (1113) | љ               | Kleinbuchstabe              | links nach rechts           | CYRILLIC SMALL LETTER LJE                                | Kyrillischer Kleinbuchstabe Lje                                 |
| U+045A (1114) | њ               | Kleinbuchstabe              | links nach rechts           | CYRILLIC SMALL LETTER NJE                                | Kyrillischer Kleinbuchstabe Nje                                 |
| U+045B (1115) | ћ               | Kleinbuchstabe              | links nach rechts           | CYRILLIC SMALL LETTER TSHE                               | Kyrillischer Kleinbuchstabe Tje                                 |
| U+045C (1116) | ќ               | Kleinbuchstabe              | links nach rechts           | CYRILLIC SMALL LETTER KJE                                | Kyrillischer Kleinbuchstabe Kje                                 |
| U+045D (1117) | ѝ               | Kleinbuchstabe              | links nach rechts           | CYRILLIC SMALL LETTER I WITH GRAVE                       | Kyrillischer Kleinbuchstabe I (i) mit Gravis                    |
| U+045E (1118) | ў               | Kleinbuchstabe              | links nach rechts           | CYRILLIC SMALL LETTER SHORT U                            | Kyrillischer Kleinbuchstabe kurzes U                            |
| U+045F (1119) | џ               | Kleinbuchstabe              | links nach rechts           | CYRILLIC SMALL LETTER DZHE                               | Kyrillischer Kleinbuchstabe Dsche (dž)                          |
| U+0460 (1120) | Ѡ               | Großbuchstabe               | links nach rechts           | CYRILLIC CAPITAL LETTER OMEGA                            | Kyrillischer Großbuchstabe Omega                                |
| U+0461 (1121) | ѡ               | Kleinbuchstabe              | links nach rechts           | CYRILLIC SMALL LETTER OMEGA                              | Kyrillischer Kleinbuchstabe Omega                               |
| U+0462 (1122) | Ѣ               | Großbuchstabe               | links nach rechts           | CYRILLIC CAPITAL LETTER YAT                              | Kyrillischer Großbuchstabe Jat                                  |
| U+0463 (1123) | ѣ               | Kleinbuchstabe              | links nach rechts           | CYRILLIC SMALL LETTER YAT                                | Kyrillischer Kleinbuchstabe Jat                                 |
| U+0464 (1124) | Ѥ               | Großbuchstabe               | links nach rechts           | CYRILLIC CAPITAL LETTER IOTIFIED E                       | Kyrillischer Großbuchstabe präjotiertes E                       |
| U+0465 (1125) | ѥ               | Kleinbuchstabe              | links nach rechts           | CYRILLIC SMALL LETTER IOTIFIED E                         | Kyrillischer Kleinbuchstabe präjotiertes E                      |
| U+0466 (1126) | Ѧ               | Großbuchstabe               | links nach rechts           | CYRILLIC CAPITAL LETTER LITTLE YUS                       | Kyrillischer Großbuchstabe kleines Jus                          |
| U+0467 (1127) | ѧ               | Kleinbuchstabe              | links nach rechts           | CYRILLIC SMALL LETTER LITTLE YUS                         | Kyrillischer Kleinbuchstabe kleines Jus                         |
| U+0468 (1128) | Ѩ               | Großbuchstabe               | links nach rechts           | CYRILLIC CAPITAL LETTER IOTIFIED LITTLE YUS              | Kyrillischer Großbuchstabe präjotiertes kleines Jus             |
| U+0469 (1129) | ѩ               | Kleinbuchstabe              | links nach rechts           | CYRILLIC SMALL LETTER IOTIFIED LITTLE YUS                | Kyrillischer Kleinbuchstabe präjotiertes kleines Jus            |
| U+046A (1130) | Ѫ               | Großbuchstabe               | links nach rechts           | CYRILLIC CAPITAL LETTER BIG YUS                          | Kyrillischer Großbuchstabe großes Jus                           |
| U+046B (1131) | ѫ               | Kleinbuchstabe              | links nach rechts           | CYRILLIC SMALL LETTER BIG YUS                            | Kyrillischer Kleinbuchstabe großes Jus                          |
| U+046C (1132) | Ѭ               | Großbuchstabe               | links nach rechts           | CYRILLIC CAPITAL LETTER IOTIFIED BIG YUS                 | Kyrillischer Großbuchstabe präjotiertes großes Jus              |
| U+046D (1133) | ѭ               | Kleinbuchstabe              | links nach rechts           | CYRILLIC SMALL LETTER IOTIFIED BIG YUS                   | Kyrillischer Kleinbuchstabe präjotiertes großes Jus             |
| U+046E (1134) | Ѯ               | Großbuchstabe               | links nach rechts           | CYRILLIC CAPITAL LETTER KSI                              | Kyrillischer Großbuchstabe Xi                                   |
| U+046F (1135) | ѯ               | Kleinbuchstabe              | links nach rechts           | CYRILLIC SMALL LETTER KSI                                | Kyrillischer Kleinbuchstabe Xi                                  |
| U+0470 (1136) | Ѱ               | Großbuchstabe               | links nach rechts           | CYRILLIC CAPITAL LETTER PSI                              | Kyrillischer Großbuchstabe Psi                                  |
| U+0471 (1137) | ѱ               | Kleinbuchstabe              | links nach rechts           | CYRILLIC SMALL LETTER PSI                                | Kyrillischer Kleinbuchstabe Psi                                 |
| U+0472 (1138) | Ѳ               | Großbuchstabe               | links nach rechts           | CYRILLIC CAPITAL LETTER FITA                             | Kyrillischer Großbuchstabe Fita                                 |
| U+0473 (1139) | ѳ               | Kleinbuchstabe              | links nach rechts           | CYRILLIC SMALL LETTER FITA                               | Kyrillischer Kleinbuchstabe Fita                                |
| U+0474 (1140) | Ѵ               | Großbuchstabe               | links nach rechts           | CYRILLIC CAPITAL LETTER IZHITSA                          | Kyrillischer Großbuchstabe Ischiza                              |
| U+0475 (1141) | ѵ               | Kleinbuchstabe              | links nach rechts           | CYRILLIC SMALL LETTER IZHITSA                            | Kyrillischer Kleinbuchstabe Ischiza                             |
| U+0476 (1142) | Ѷ               | Großbuchstabe               | links nach rechts           | CYRILLIC CAPITAL LETTER IZHITSA WITH DOUBLE GRAVE ACCENT | Kyrillischer Großbuchstabe Ischiza mit Doppelgravis             |
| U+0477 (1143) | ѷ               | Kleinbuchstabe              | links nach rechts           | CYRILLIC SMALL LETTER IZHITSA WITH DOUBLE GRAVE ACCENT   | Kyrillischer Kleinbuchstabe Ischiza mit Doppelgravis            |
| U+0478 (1144) | Ѹ               | Großbuchstabe               | links nach rechts           | CYRILLIC CAPITAL LETTER UK                               | Kyrillischer Großbuchstabe Uk                                   |
| U+0479 (1145) | ѹ               | Kleinbuchstabe              | links nach rechts           | CYRILLIC SMALL LETTER UK                                 | Kyrillischer Kleinbuchstabe Uk                                  |
| U+047A (1146) | Ѻ               | Großbuchstabe               | links nach rechts           | CYRILLIC CAPITAL LETTER ROUND OMEGA                      | Kyrillischer Großbuchstabe rundes Omega                         |
| U+047B (1147) | ѻ               | Kleinbuchstabe              | links nach rechts           | CYRILLIC SMALL LETTER ROUND OMEGA                        | Kyrillischer Kleinbuchstabe rundes Omega                        |
| U+047C (1148) | Ѽ               | Großbuchstabe               | links nach rechts           | CYRILLIC CAPITAL LETTER OMEGA WITH TITLO                 | Kyrillischer Großbuchstabe Omega mit Titlo                      |
| U+047D (1149) | ѽ               | Kleinbuchstabe              | links nach rechts           | CYRILLIC SMALL LETTER OMEGA WITH TITLO                   | Kyrillischer Kleinbuchstabe Omega mit Titlo                     |
| U+047E (1150) | Ѿ               | Großbuchstabe               | links nach rechts           | CYRILLIC CAPITAL LETTER OT                               | Kyrillischer Großbuchstabe Ot                                   |
| U+047F (1151) | ѿ               | Kleinbuchstabe              | links nach rechts           | CYRILLIC SMALL LETTER OT                                 | Kyrillischer Kleinbuchstabe Ot                                  |
| U+0480 (1152) | Ҁ               | Großbuchstabe               | links nach rechts           | CYRILLIC CAPITAL LETTER KOPPA                            | Kyrillischer Großbuchstabe Koppa                                |
| U+0481 (1153) | ҁ               | Kleinbuchstabe              | links nach rechts           | CYRILLIC SMALL LETTER KOPPA                              | Kyrillischer Kleinbuchstabe Koppa                               |
| U+0482 (1154) | ҂               | anderes Symbol              | links nach rechts           | CYRILLIC THOUSANDS SIGN                                  | Kyrillisches Tausender-Zeichen                                  |
| U+0483 (1155) | ◌҃◌              | Markierung ohne Extrabreite | Markierung ohne Extrabreite | COMBINING CYRILLIC TITLO                                 | Kombinierendes kyrillisches Titlo                               |
| U+0484 (1156) | ◌҄◌              | Markierung ohne Extrabreite | Markierung ohne Extrabreite | COMBINING CYRILLIC PALATALIZATION                        | Kombinierendes kyrillisches Palatalisationszeichen              |
| U+0485 (1157) | ◌҅◌              | Markierung ohne Extrabreite | Markierung ohne Extrabreite | COMBINING CYRILLIC DASIA PNEUMATA                        | Kombinierende kyrillische Dasia pneumata                        |
| U+0486 (1158) | ◌҆◌              | Markierung ohne Extrabreite | Markierung ohne Extrabreite | COMBINING CYRILLIC PSILI PNEUMATA                        | Kombinierende kyrillische Psili pneumata                        |
| U+0487 (1159) | ◌҇◌              | Markierung ohne Extrabreite | Markierung ohne Extrabreite | COMBINING CYRILLIC POKRYTIE                              | Kombinierendes kyrillisches Pokrytie                            |
| U+0488 (1160) | ◌҈◌              | umhüllende Markierung       | Markierung ohne Extrabreite | COMBINING CYRILLIC HUNDRED THOUSANDS SIGN                | Kombinierendes kyrillisches Hunderttausender-Zeichen            |
| U+0489 (1161) | ◌҉◌              | umhüllende Markierung       | Markierung ohne Extrabreite | COMBINING CYRILLIC MILLIONS SIGN                         | Kombinierendes kyrillisches Millionen-Zeichen                   |
| U+048A (1162) | Ҋ               | Großbuchstabe               | links nach rechts           | CYRILLIC CAPITAL LETTER SHORT I WITH TAIL                | Kyrillischer Großbuchstabe kurzes I mit Schwanz                 |
| U+048B (1163) | ҋ               | Kleinbuchstabe              | links nach rechts           | CYRILLIC SMALL LETTER SHORT I WITH TAIL                  | Kyrillischer Kleinbuchstabe kurzes I mit Schwanz                |
| U+048C (1164) | Ҍ               | Großbuchstabe               | links nach rechts           | CYRILLIC CAPITAL LETTER SEMISOFT SIGN                    | Kyrillischer Großbuchstabe halbweiches Zeichen                  |
| U+048D (1165) | ҍ               | Kleinbuchstabe              | links nach rechts           | CYRILLIC SMALL LETTER SEMISOFT SIGN                      | Kyrillischer Kleinbuchstabe halbweiches Zeichen                 |
| U+048E (1166) | Ҏ               | Großbuchstabe               | links nach rechts           | CYRILLIC CAPITAL LETTER ER WITH TICK                     | Kyrillischer Großbuchstabe Er (R) mit umgekehrtem Schrägstrich  |
| U+048F (1167) | ҏ               | Kleinbuchstabe              | links nach rechts           | CYRILLIC SMALL LETTER ER WITH TICK                       | Kyrillischer Kleinbuchstabe Er (r) mit umgekehrtem Schrägstrich |
| U+0490 (1168) | Ґ               | Großbuchstabe               | links nach rechts           | CYRILLIC CAPITAL LETTER GHE WITH UPTURN                  | Kyrillischer Großbuchstabe Ge (G) mit Aufstrich                 |
| U+0491 (1169) | ґ               | Kleinbuchstabe              | links nach rechts           | CYRILLIC SMALL LETTER GHE WITH UPTURN                    | Kyrillischer Kleinbuchstabe Ge (g) mit Aufstrich                |
| U+0492 (1170) | Ғ               | Großbuchstabe               | links nach rechts           | CYRILLIC CAPITAL LETTER GHE WITH STROKE                  | Kyrillischer Großbuchstabe Ge (G) mit Querstrich                |
| U+0493 (1171) | ғ               | Kleinbuchstabe              | links nach rechts           | CYRILLIC SMALL LETTER GHE WITH STROKE                    | Kyrillischer Kleinbuchstabe Ge (g) mit Querstrich               |
| U+0494 (1172) | Ҕ               | Großbuchstabe               | links nach rechts           | CYRILLIC CAPITAL LETTER GHE WITH MIDDLE HOOK             | Kyrillischer Großbuchstabe Ge (G) mit Mittelhaken               |
| U+0495 (1173) | ҕ               | Kleinbuchstabe              | links nach rechts           | CYRILLIC SMALL LETTER GHE WITH MIDDLE HOOK               | Kyrillischer Kleinbuchstabe Ge (g) mit Mittelhaken              |
| U+0496 (1174) | Җ               | Großbuchstabe               | links nach rechts           | CYRILLIC CAPITAL LETTER ZHE WITH DESCENDER               | Kyrillischer Großbuchstabe Sche (Ž) mit Abstrich                |
| U+0497 (1175) | җ               | Kleinbuchstabe              | links nach rechts           | CYRILLIC SMALL LETTER ZHE WITH DESCENDER                 | Kyrillischer Kleinbuchstabe Sche (ž) mit Abstrich               |
| U+0498 (1176) | Ҙ               | Großbuchstabe               | links nach rechts           | CYRILLIC CAPITAL LETTER ZE WITH DESCENDER                | Kyrillischer Großbuchstabe Se (Z) mit kleinem Haken             |
| U+0499 (1177) | ҙ               | Kleinbuchstabe              | links nach rechts           | CYRILLIC SMALL LETTER ZE WITH DESCENDER                  | Kyrillischer Kleinbuchstabe Se (z) mit kleinem Haken            |
| U+049A (1178) | Қ               | Großbuchstabe               | links nach rechts           | CYRILLIC CAPITAL LETTER KA WITH DESCENDER                | Kyrillischer Großbuchstabe Ka (K) mit Abstrich                  |
| U+049B (1179) | қ               | Kleinbuchstabe              | links nach rechts           | CYRILLIC SMALL LETTER KA WITH DESCENDER                  | Kyrillischer Kleinbuchstabe Ka (k) mit Abstrich                 |
| U+049C (1180) | Ҝ               | Großbuchstabe               | links nach rechts           | CYRILLIC CAPITAL LETTER KA WITH VERTICAL STROKE          | Kyrillischer Großbuchstabe Ka (K) mit senkrechtem Strich        |
| U+049D (1181) | ҝ               | Kleinbuchstabe              | links nach rechts           | CYRILLIC SMALL LETTER KA WITH VERTICAL STROKE            | Kyrillischer Kleinbuchstabe Ka (k) mit senkrechtem Strich       |
| U+049E (1182) | Ҟ               | Großbuchstabe               | links nach rechts           | CYRILLIC CAPITAL LETTER KA WITH STROKE                   | Kyrillischer Großbuchstabe Ka (K) mit Querstrich                |
| U+049F (1183) | ҟ               | Kleinbuchstabe              | links nach rechts           | CYRILLIC SMALL LETTER KA WITH STROKE                     | Kyrillischer Kleinbuchstabe Ka (K) mit Querstrich               |
| U+04A0 (1184) | Ҡ               | Großbuchstabe               | links nach rechts           | CYRILLIC CAPITAL LETTER BASHKIR KA                       | Kyrillischer Großbuchstabe baschkirisches Ka                    |
| U+04A1 (1185) | ҡ               | Kleinbuchstabe              | links nach rechts           | CYRILLIC SMALL LETTER BASHKIR KA                         | Kyrillischer Kleinbuchstabe baschkirisches Ka                   |
| U+04A2 (1186) | Ң               | Großbuchstabe               | links nach rechts           | CYRILLIC CAPITAL LETTER EN WITH DESCENDER                | Kyrillischer Großbuchstabe En (N) mit Abstrich                  |
| U+04A3 (1187) | ң               | Kleinbuchstabe              | links nach rechts           | CYRILLIC SMALL LETTER EN WITH DESCENDER                  | Kyrillischer Kleinbuchstabe En (n) mit Abstrich                 |
| U+04A4 (1188) | Ҥ               | Großbuchstabe               | links nach rechts           | CYRILLIC CAPITAL LIGATURE EN GHE                         | Kyrillischer Großbuchstabe En-Ge-(NG-)Ligatur                   |
| U+04A5 (1189) | ҥ               | Kleinbuchstabe              | links nach rechts           | CYRILLIC SMALL LIGATURE EN GHE                           | Kyrillischer Kleinbuchstabe En-Ge-(ng)-Ligatur                  |
| U+04A6 (1190) | Ҧ               | Großbuchstabe               | links nach rechts           | CYRILLIC CAPITAL LETTER PE WITH MIDDLE HOOK              | Kyrillischer Großbuchstabe Pe (P) mit Mittelhaken               |
| U+04A7 (1191) | ҧ               | Kleinbuchstabe              | links nach rechts           | CYRILLIC SMALL LETTER PE WITH MIDDLE HOOK                | Kyrillischer Kleinbuchstabe Pe (p) mit Mittelhaken              |
| U+04A8 (1192) | Ҩ               | Großbuchstabe               | links nach rechts           | CYRILLIC CAPITAL LETTER ABKHASIAN HA                     | Kyrillischer Großbuchstabe abchasisches Cha                     |
| U+04A9 (1193) | ҩ               | Kleinbuchstabe              | links nach rechts           | CYRILLIC SMALL LETTER ABKHASIAN HA                       | Kyrillischer Kleinbuchstabe abchasisches Cha                    |
| U+04AA (1194) | Ҫ               | Großbuchstabe               | links nach rechts           | CYRILLIC CAPITAL LETTER ES WITH DESCENDER                | Kyrillischer Großbuchstabe Es (S) mit kleinem Haken             |
| U+04AB (1195) | ҫ               | Kleinbuchstabe              | links nach rechts           | CYRILLIC SMALL LETTER ES WITH DESCENDER                  | Kyrillischer Kleinbuchstabe Es (s) mit kleinem Haken            |
| U+04AC (1196) | Ҭ               | Großbuchstabe               | links nach rechts           | CYRILLIC CAPITAL LETTER TE WITH DESCENDER                | Kyrillischer Großbuchstabe Te (T) mit Abstrich                  |
| U+04AD (1197) | ҭ               | Kleinbuchstabe              | links nach rechts           | CYRILLIC SMALL LETTER TE WITH DESCENDER                  | Kyrillischer Kleinbuchstabe Te (t) mit Abstrich                 |
| U+04AE (1198) | Ү               | Großbuchstabe               | links nach rechts           | CYRILLIC CAPITAL LETTER STRAIGHT U                       | Kyrillischer Großbuchstabe gerades U                            |
| U+04AF (1199) | ү               | Kleinbuchstabe              | links nach rechts           | CYRILLIC SMALL LETTER STRAIGHT U                         | Kyrillischer Kleinbuchstabe gerades U                           |
| U+04B0 (1200) | Ұ               | Großbuchstabe               | links nach rechts           | CYRILLIC CAPITAL LETTER STRAIGHT U WITH STROKE           | Kyrillischer Großbuchstabe gerades U mit Querstrich             |
| U+04B1 (1201) | ұ               | Kleinbuchstabe              | links nach rechts           | CYRILLIC SMALL LETTER STRAIGHT U WITH STROKE             | Kyrillischer Kleinbuchstabe gerades U mit Querstrich            |
| U+04B2 (1202) | Ҳ               | Großbuchstabe               | links nach rechts           | CYRILLIC CAPITAL LETTER HA WITH DESCENDER                | Kyrillischer Großbuchstabe Cha (H) mit Abstrich                 |
| U+04B3 (1203) | ҳ               | Kleinbuchstabe              | links nach rechts           | CYRILLIC SMALL LETTER HA WITH DESCENDER                  | Kyrillischer Kleinbuchstabe Cha (h) mit Abstrich                |
| U+04B4 (1204) | Ҵ               | Großbuchstabe               | links nach rechts           | CYRILLIC CAPITAL LIGATURE TE TSE                         | Kyrillischer Großbuchstabe Te-Ze-(TC-)Ligatur                   |
| U+04B5 (1205) | ҵ               | Kleinbuchstabe              | links nach rechts           | CYRILLIC SMALL LIGATURE TE TSE                           | Kyrillischer Kleinbuchstabe Te-Ze-(tc-)Ligatur                  |
| U+04B6 (1206) | Ҷ               | Großbuchstabe               | links nach rechts           | CYRILLIC CAPITAL LETTER CHE WITH DESCENDER               | Kyrillischer Großbuchstabe Tsche (C) mit Abstrich               |
| U+04B7 (1207) | ҷ               | Kleinbuchstabe              | links nach rechts           | CYRILLIC SMALL LETTER CHE WITH DESCENDER                 | Kyrillischer Kleinbuchstabe Tsche (c) mit Abstrich              |
| U+04B8 (1208) | Ҹ               | Großbuchstabe               | links nach rechts           | CYRILLIC CAPITAL LETTER CHE WITH VERTICAL STROKE         | Kyrillischer Großbuchstabe Tsche (C) mit senkrechtem Strich     |
| U+04B9 (1209) | ҹ               | Kleinbuchstabe              | links nach rechts           | CYRILLIC SMALL LETTER CHE WITH VERTICAL STROKE           | Kyrillischer Kleinbuchstabe Tsche (c) mit senkrechtem Strich    |
| U+04BA (1210) | Һ               | Großbuchstabe               | links nach rechts           | CYRILLIC CAPITAL LETTER SHHA                             | Kyrillischer Großbuchstabe Schha                                |
| U+04BB (1211) | һ               | Kleinbuchstabe              | links nach rechts           | CYRILLIC SMALL LETTER SHHA                               | Kyrillischer Kleinbuchstabe Schha                               |
| U+04BC (1212) | Ҽ               | Großbuchstabe               | links nach rechts           | CYRILLIC CAPITAL LETTER ABKHASIAN CHE                    | Kyrillischer Großbuchstabe abchasisches Tsche                   |
| U+04BD (1213) | ҽ               | Kleinbuchstabe              | links nach rechts           | CYRILLIC SMALL LETTER ABKHASIAN CHE                      | Kyrillischer Kleinbuchstabe abchasisches Tsche                  |
| U+04BE (1214) | Ҿ               | Großbuchstabe               | links nach rechts           | CYRILLIC CAPITAL LETTER ABKHASIAN CHE WITH DESCENDER     | Kyrillischer Großbuchstabe abchasisches Tsche mit Ogonek        |
| U+04BF (1215) | ҿ               | Kleinbuchstabe              | links nach rechts           | CYRILLIC SMALL LETTER ABKHASIAN CHE WITH DESCENDER       | Kyrillischer Kleinbuchstabe abchasisches Tsche mit Ogonek       |
| U+04C0 (1216) | Ӏ               | Großbuchstabe               | links nach rechts           | CYRILLIC LETTER PALOCHKA                                 | Kyrillischer Großbuchstabe Palotschka                           |
| U+04C1 (1217) | Ӂ               | Großbuchstabe               | links nach rechts           | CYRILLIC CAPITAL LETTER ZHE WITH BREVE                   | Kyrillischer Großbuchstabe Sche (Ž) mit Breve                   |
| U+04C2 (1218) | ӂ               | Kleinbuchstabe              | links nach rechts           | CYRILLIC SMALL LETTER ZHE WITH BREVE                     | Kyrillischer Kleinbuchstabe Sche (ž) mit Breve                  |
| U+04C3 (1219) | Ӄ               | Großbuchstabe               | links nach rechts           | CYRILLIC CAPITAL LETTER KA WITH HOOK                     | Kyrillischer Großbuchstabe Ka (K) mit Haken                     |
| U+04C4 (1220) | ӄ               | Kleinbuchstabe              | links nach rechts           | CYRILLIC SMALL LETTER KA WITH HOOK                       | Kyrillischer Kleinbuchstabe Ka (k) mit Haken                    |
| U+04C5 (1221) | Ӆ               | Großbuchstabe               | links nach rechts           | CYRILLIC CAPITAL LETTER EL WITH TAIL                     | Kyrillischer Großbuchstabe El (L) mit Schwanz                   |
| U+04C6 (1222) | ӆ               | Kleinbuchstabe              | links nach rechts           | CYRILLIC SMALL LETTER EL WITH TAIL                       | Kyrillischer Kleinbuchstabe El (l) mit Schwanz                  |
| U+04C7 (1223) | Ӈ               | Großbuchstabe               | links nach rechts           | CYRILLIC CAPITAL LETTER EN WITH HOOK                     | Kyrillischer Großbuchstabe En (N) mit Haken                     |
| U+04C8 (1224) | ӈ               | Kleinbuchstabe              | links nach rechts           | CYRILLIC SMALL LETTER EN WITH HOOK                       | Kyrillischer Kleinbuchstabe En (n) mit Haken                    |
| U+04C9 (1225) | Ӊ               | Großbuchstabe               | links nach rechts           | CYRILLIC CAPITAL LETTER EN WITH TAIL                     | Kyrillischer Großbuchstabe En (N) mit Schwanz                   |
| U+04CA (1226) | ӊ               | Kleinbuchstabe              | links nach rechts           | CYRILLIC SMALL LETTER EN WITH TAIL                       | Kyrillischer Kleinbuchstabe En (n) mit Schwanz                  |
| U+04CB (1227) | Ӌ               | Großbuchstabe               | links nach rechts           | CYRILLIC CAPITAL LETTER KHAKASSIAN CHE                   | Kyrillischer Großbuchstabe chakassisches Tsche                  |
| U+04CC (1228) | ӌ               | Kleinbuchstabe              | links nach rechts           | CYRILLIC SMALL LETTER KHAKASSIAN CHE                     | Kyrillischer Kleinbuchstabe chakassisches Tsche                 |
| U+04CD (1229) | Ӎ               | Großbuchstabe               | links nach rechts           | CYRILLIC CAPITAL LETTER EM WITH TAIL                     | Kyrillischer Großbuchstabe Em (M) mit Schwanz                   |
| U+04CE (1230) | ӎ               | Kleinbuchstabe              | links nach rechts           | CYRILLIC SMALL LETTER EM WITH TAIL                       | Kyrillischer Kleinbuchstabe Em (m) mit Schwanz                  |
| U+04CF (1231) | ӏ               | Kleinbuchstabe              | links nach rechts           | CYRILLIC SMALL LETTER PALOCHKA                           | Kyrillischer Kleinbuchstabe Palotschka                          |
| U+04D0 (1232) | Ӑ               | Großbuchstabe               | links nach rechts           | CYRILLIC CAPITAL LETTER A WITH BREVE                     | Kyrillischer Großbuchstabe A mit Breve                          |
| U+04D1 (1233) | ӑ               | Kleinbuchstabe              | links nach rechts           | CYRILLIC SMALL LETTER A WITH BREVE                       | Kyrillischer Kleinbuchstabe A (a) mit Breve                     |
| U+04D2 (1234) | Ӓ               | Großbuchstabe               | links nach rechts           | CYRILLIC CAPITAL LETTER A WITH DIAERESIS                 | Kyrillischer Großbuchstabe A mit Trema                          |
| U+04D3 (1235) | ӓ               | Kleinbuchstabe              | links nach rechts           | CYRILLIC SMALL LETTER A WITH DIAERESIS                   | Kyrillischer Kleinbuchstabe A (a) mit Trema                     |
| U+04D4 (1236) | Ӕ               | Großbuchstabe               | links nach rechts           | CYRILLIC CAPITAL LIGATURE A IE                           | Kyrillischer Großbuchstabe A-Je-(AE-)Ligatur                    |
| U+04D5 (1237) | ӕ               | Kleinbuchstabe              | links nach rechts           | CYRILLIC SMALL LIGATURE A IE                             | Kyrillischer Kleinbuchstabe A-Je-(ae-)Ligatur                   |
| U+04D6 (1238) | Ӗ               | Großbuchstabe               | links nach rechts           | CYRILLIC CAPITAL LETTER IE WITH BREVE                    | Kyrillischer Großbuchstabe Je (E) mit Breve                     |
| U+04D7 (1239) | ӗ               | Kleinbuchstabe              | links nach rechts           | CYRILLIC SMALL LETTER IE WITH BREVE                      | Kyrillischer Kleinbuchstabe Je (e) mit Breve                    |
| U+04D8 (1240) | Ә               | Großbuchstabe               | links nach rechts           | CYRILLIC CAPITAL LETTER SCHWA                            | Kyrillischer Großbuchstabe Schwa                                |
| U+04D9 (1241) | ә               | Kleinbuchstabe              | links nach rechts           | CYRILLIC SMALL LETTER SCHWA                              | Kyrillischer Kleinbuchstabe Schwa                               |
| U+04DA (1242) | Ӛ               | Großbuchstabe               | links nach rechts           | CYRILLIC CAPITAL LETTER SCHWA WITH DIAERESIS             | Kyrillischer Großbuchstabe Schwa mit Trema                      |
| U+04DB (1243) | ӛ               | Kleinbuchstabe              | links nach rechts           | CYRILLIC SMALL LETTER SCHWA WITH DIAERESIS               | Kyrillischer Kleinbuchstabe Schwa mit Trema                     |
| U+04DC (1244) | Ӝ               | Großbuchstabe               | links nach rechts           | CYRILLIC CAPITAL LETTER ZHE WITH DIAERESIS               | Kyrillischer Großbuchstabe Sche (Ž) mit Trema                   |
| U+04DD (1245) | ӝ               | Kleinbuchstabe              | links nach rechts           | CYRILLIC SMALL LETTER ZHE WITH DIAERESIS                 | Kyrillischer Kleinbuchstabe Sche (ž) mit Trema                  |
| U+04DE (1246) | Ӟ               | Großbuchstabe               | links nach rechts           | CYRILLIC CAPITAL LETTER ZE WITH DIAERESIS                | Kyrillischer Großbuchstabe Se (Z) mit Trema                     |
| U+04DF (1247) | ӟ               | Kleinbuchstabe              | links nach rechts           | CYRILLIC SMALL LETTER ZE WITH DIAERESIS                  | Kyrillischer Kleinbuchstabe Se (z) mit Trema                    |
| U+04E0 (1248) | Ӡ               | Großbuchstabe               | links nach rechts           | CYRILLIC CAPITAL LETTER ABKHASIAN DZE                    | Kyrillischer Großbuchstabe abchasisches Dze                     |
| U+04E1 (1249) | ӡ               | Kleinbuchstabe              | links nach rechts           | CYRILLIC SMALL LETTER ABKHASIAN DZE                      | Kyrillischer Kleinbuchstabe abchasisches Dze                    |
| U+04E2 (1250) | Ӣ               | Großbuchstabe               | links nach rechts           | CYRILLIC CAPITAL LETTER I WITH MACRON                    | Kyrillischer Großbuchstabe I mit Makron                         |
| U+04E3 (1251) | ӣ               | Kleinbuchstabe              | links nach rechts           | CYRILLIC SMALL LETTER I WITH MACRON                      | Kyrillischer Kleinbuchstabe I (i) mit Makron                    |
| U+04E4 (1252) | Ӥ               | Großbuchstabe               | links nach rechts           | CYRILLIC CAPITAL LETTER I WITH DIAERESIS                 | Kyrillischer Großbuchstabe I mit Trema                          |
| U+04E5 (1253) | ӥ               | Kleinbuchstabe              | links nach rechts           | CYRILLIC SMALL LETTER I WITH DIAERESIS                   | Kyrillischer Kleinbuchstabe I (i) mit Trema                     |
| U+04E6 (1254) | Ӧ               | Großbuchstabe               | links nach rechts           | CYRILLIC CAPITAL LETTER O WITH DIAERESIS                 | Kyrillischer Großbuchstabe O mit Trema                          |
| U+04E7 (1255) | ӧ               | Kleinbuchstabe              | links nach rechts           | CYRILLIC SMALL LETTER O WITH DIAERESIS                   | Kyrillischer Kleinbuchstabe O (o) mit Trema                     |
| U+04E8 (1256) | Ө               | Großbuchstabe               | links nach rechts           | CYRILLIC CAPITAL LETTER BARRED O                         | Kyrillischer Großbuchstabe O mit Querbalken                     |
| U+04E9 (1257) | ө               | Kleinbuchstabe              | links nach rechts           | CYRILLIC SMALL LETTER BARRED O                           | Kyrillischer Kleinbuchstabe O (o) mit Querbalken                |
| U+04EA (1258) | Ӫ               | Großbuchstabe               | links nach rechts           | CYRILLIC CAPITAL LETTER BARRED O WITH DIAERESIS          | Kyrillischer Großbuchstabe O mit Querbalken und Trema           |
| U+04EB (1259) | ӫ               | Kleinbuchstabe              | links nach rechts           | CYRILLIC SMALL LETTER BARRED O WITH DIAERESIS            | Kyrillischer Kleinbuchstabe O (o) mit Querbalken und Trema      |
| U+04EC (1260) | Ӭ               | Großbuchstabe               | links nach rechts           | CYRILLIC CAPITAL LETTER E WITH DIAERESIS                 | Kyrillischer Großbuchstabe E (E) mit Trema                      |
| U+04ED (1261) | ӭ               | Kleinbuchstabe              | links nach rechts           | CYRILLIC SMALL LETTER E WITH DIAERESIS                   | Kyrillischer Kleinbuchstabe E (e) mit Trema                     |
| U+04EE (1262) | Ӯ               | Großbuchstabe               | links nach rechts           | CYRILLIC CAPITAL LETTER U WITH MACRON                    | Kyrillischer Großbuchstabe U mit Makron                         |
| U+04EF (1263) | ӯ               | Kleinbuchstabe              | links nach rechts           | CYRILLIC SMALL LETTER U WITH MACRON                      | Kyrillischer Kleinbuchstabe U (u) mit Makron                    |
| U+04F0 (1264) | Ӱ               | Großbuchstabe               | links nach rechts           | CYRILLIC CAPITAL LETTER U WITH DIAERESIS                 | Kyrillischer Großbuchstabe U mit Trema                          |
| U+04F1 (1265) | ӱ               | Kleinbuchstabe              | links nach rechts           | CYRILLIC SMALL LETTER U WITH DIAERESIS                   | Kyrillischer Kleinbuchstabe U (u) mit Trema                     |
| U+04F2 (1266) | Ӳ               | Großbuchstabe               | links nach rechts           | CYRILLIC CAPITAL LETTER U WITH DOUBLE ACUTE              | Kyrillischer Großbuchstabe U mit Doppelakut                     |
| U+04F3 (1267) | ӳ               | Kleinbuchstabe              | links nach rechts           | CYRILLIC SMALL LETTER U WITH DOUBLE ACUTE                | Kyrillischer Kleinbuchstabe U (u) mit Doppelakut                |
| U+04F4 (1268) | Ӵ               | Großbuchstabe               | links nach rechts           | CYRILLIC CAPITAL LETTER CHE WITH DIAERESIS               | Kyrillischer Großbuchstabe Tsche (C) mit Trema                  |
| U+04F5 (1269) | ӵ               | Kleinbuchstabe              | links nach rechts           | CYRILLIC SMALL LETTER CHE WITH DIAERESIS                 | Kyrillischer Kleinbuchstabe Tsche (c) mit Trema                 |
| U+04F6 (1270) | Ӷ               | Großbuchstabe               | links nach rechts           | CYRILLIC CAPITAL LETTER GHE WITH DESCENDER               | Kyrillischer Großbuchstabe Ge (G) mit Abstrich                  |
| U+04F7 (1271) | ӷ               | Kleinbuchstabe              | links nach rechts           | CYRILLIC SMALL LETTER GHE WITH DESCENDER                 | Kyrillischer Kleinbuchstabe Ge (g) mit Abstrich                 |
| U+04F8 (1272) | Ӹ               | Großbuchstabe               | links nach rechts           | CYRILLIC CAPITAL LETTER YERU WITH DIAERESIS              | Kyrillischer Großbuchstabe Jery mit Trema                       |
| U+04F9 (1273) | ӹ               | Kleinbuchstabe              | links nach rechts           | CYRILLIC SMALL LETTER YERU WITH DIAERESIS                | Kyrillischer Kleinbuchstabe Jery mit Trema                      |
| U+04FA (1274) | Ӻ               | Großbuchstabe               | links nach rechts           | CYRILLIC CAPITAL LETTER GHE WITH STROKE AND HOOK         | Kyrillischer Großbuchstabe Ge (G) mit Querstrich und Haken      |
| U+04FB (1275) | ӻ               | Kleinbuchstabe              | links nach rechts           | CYRILLIC SMALL LETTER GHE WITH STROKE AND HOOK           | Kyrillischer Kleinbuchstabe Ge (g) mit Querstrich und Haken     |
| U+04FC (1276) | Ӽ               | Großbuchstabe               | links nach rechts           | CYRILLIC CAPITAL LETTER HA WITH HOOK                     | Kyrillischer Großbuchstabe Cha (H) mit Haken                    |
| U+04FD (1277) | ӽ               | Kleinbuchstabe              | links nach rechts           | CYRILLIC SMALL LETTER HA WITH HOOK                       | Kyrillischer Kleinbuchstabe Cha (h) mit Haken                   |
| U+04FE (1278) | Ӿ               | Großbuchstabe               | links nach rechts           | CYRILLIC CAPITAL LETTER HA WITH STROKE                   | Kyrillischer Großbuchstabe Cha (H) mit Querstrich               |
| U+04FF (1279) | ӿ               | Kleinbuchstabe              | links nach rechts           | CYRILLIC SMALL LETTER HA WITH STROKE                     | Kyrillischer Kleinbuchstabe Cha (h) mit Querstrich              |